# Nacka Forum
För jazzbandet, se Nacka Forum (musikgrupp).
Nacka Forum (före 13 september 2010 Forum Nacka) är ett köpcentrum i Nacka kommun, Stockholms län. Det öppnades den 1 mars 1989 och ersatte då ett mångårigt provisorium bestående av baracker. Det består av fyra plan med 123 butiker och 18 restauranger andra verksamheter. Nacka Forum är ett bostadsnära centrum med stort upptagningsområde bestående av permanent- och fritidsboende i Nacka och Värmdö. Centrumet är det näst största i området öster om Stockholms innerstad.

## Historik
Historien om Nacka Forum började 1967, då Nackas stadsfullmäktige drog upp riktlinjerna för Sicklaöns framtida utseende. Redan 1968 ritades en översiktsplan av området och planerna på ett stort, modernt köpcentrum i Nacka. 
I slutet av 1960-talet uppfördes köpcentrumet Skvaltan, ett provisoriskt barackcentrum som stod kvar i tjugo år. 1978 beslutades hur ett nytt centrum skulle se ut och 1982 hade en stadsplan och ett exploateringsavtal utarbetats. 1986 sprängdes den första biten ur berget. Det första spadtaget togs den 8 oktober och efter 2 år, den första mars 1989, välkomnade Forum Nacka sin första kund. Namnet Forum Nacka blev i folkmun oftast Nacka Forum, och den 13 september 2010 ändrades namnet även officiellt till Nacka Forum.
Anläggningen ritades av Gillberg arkitekter och ägs av Unibail-Rodamco-Westfield som driver fyra köpcentra i Stockholmsområdet, bland annat Mall of Scandinavia.
Under 2008 byggdes hela anläggningen ut samt renoverades vilket gav mer butiksyta. Även vid ett senare tillfälle, efter 2016, har gallerians yta utökats med bland annat lokal för en livsmedelsbutik (Hemköp).

## Dagens anläggning
Nacka Forum har en uthyrningsbar yta om 51 700 m² och här finns 123 butiker, 18 restauranger och caféer. Här finns även andra tjänster som banker, post, sjukvård och mäklare.

## Framtid
Den nya tunnelbanelinjen till Nacka som just nu (Aug 2023) är under byggande kommer att få en station vid köpcentret. Även bostäder och/eller kontor är under planering  och kommer eventuellt att byggas ovanpå anläggningen.

## Bilder

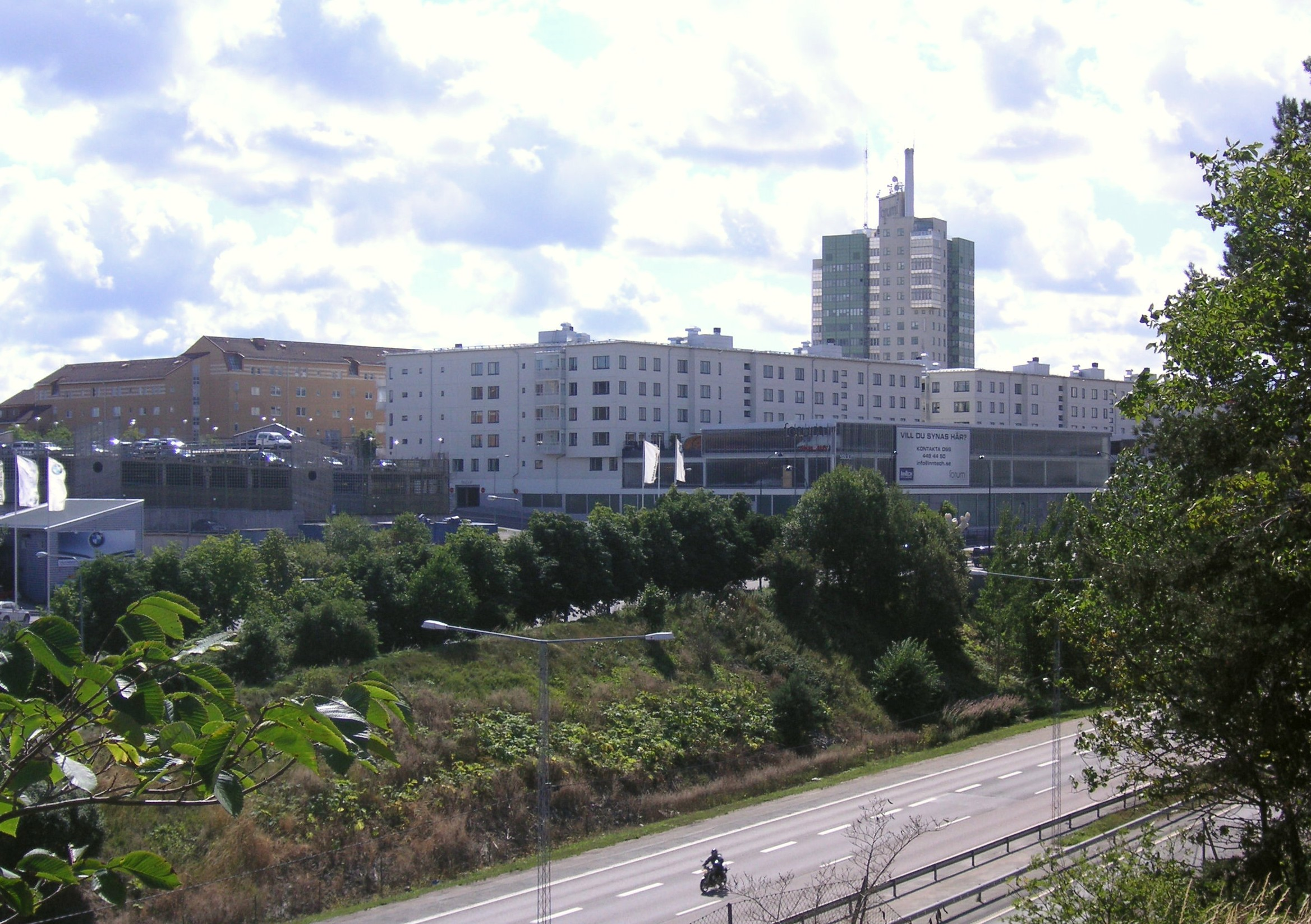
Nacka Forum sett från Jarlaberg.
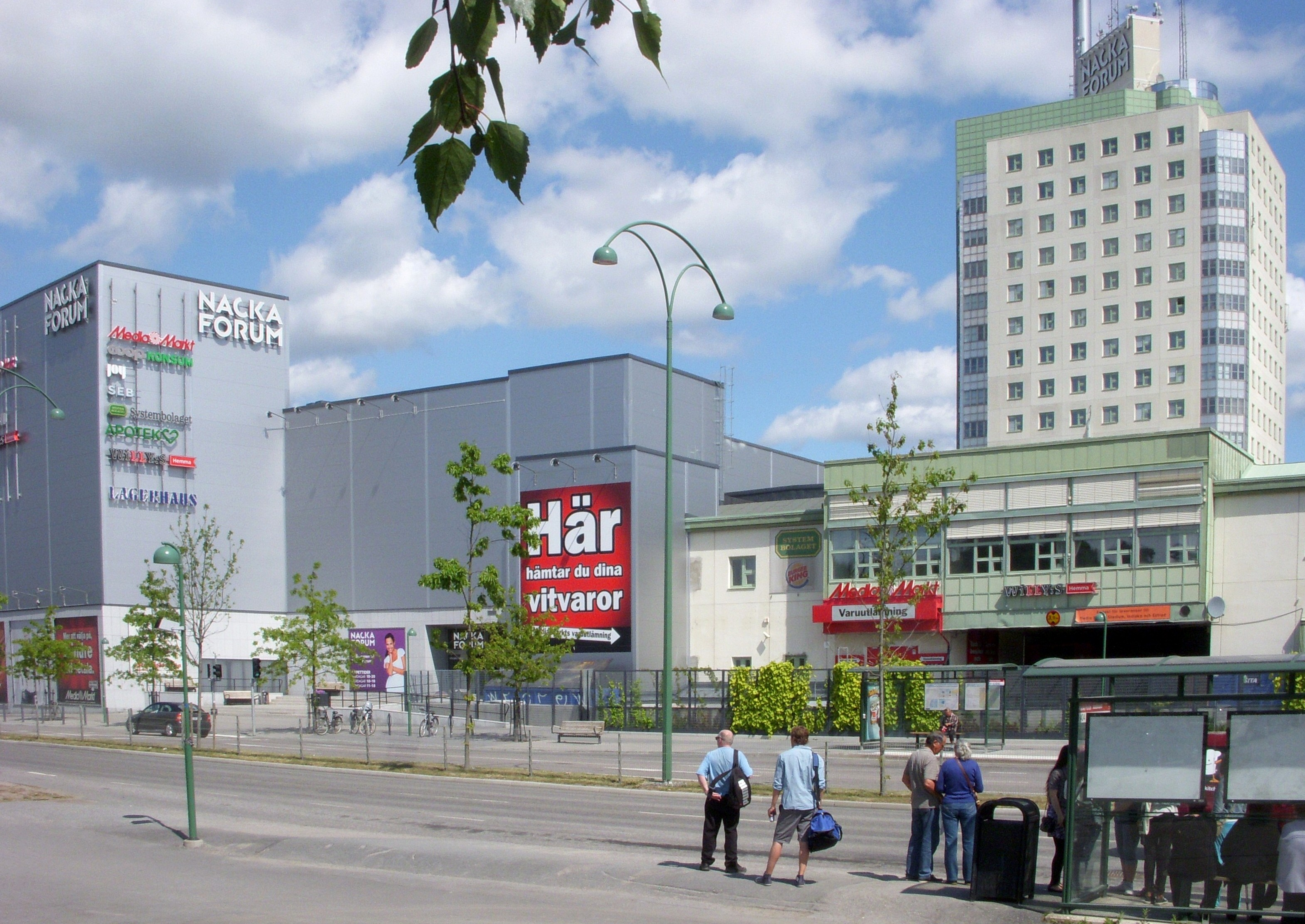
Nacka Forum sett från Vikdalsvägen.
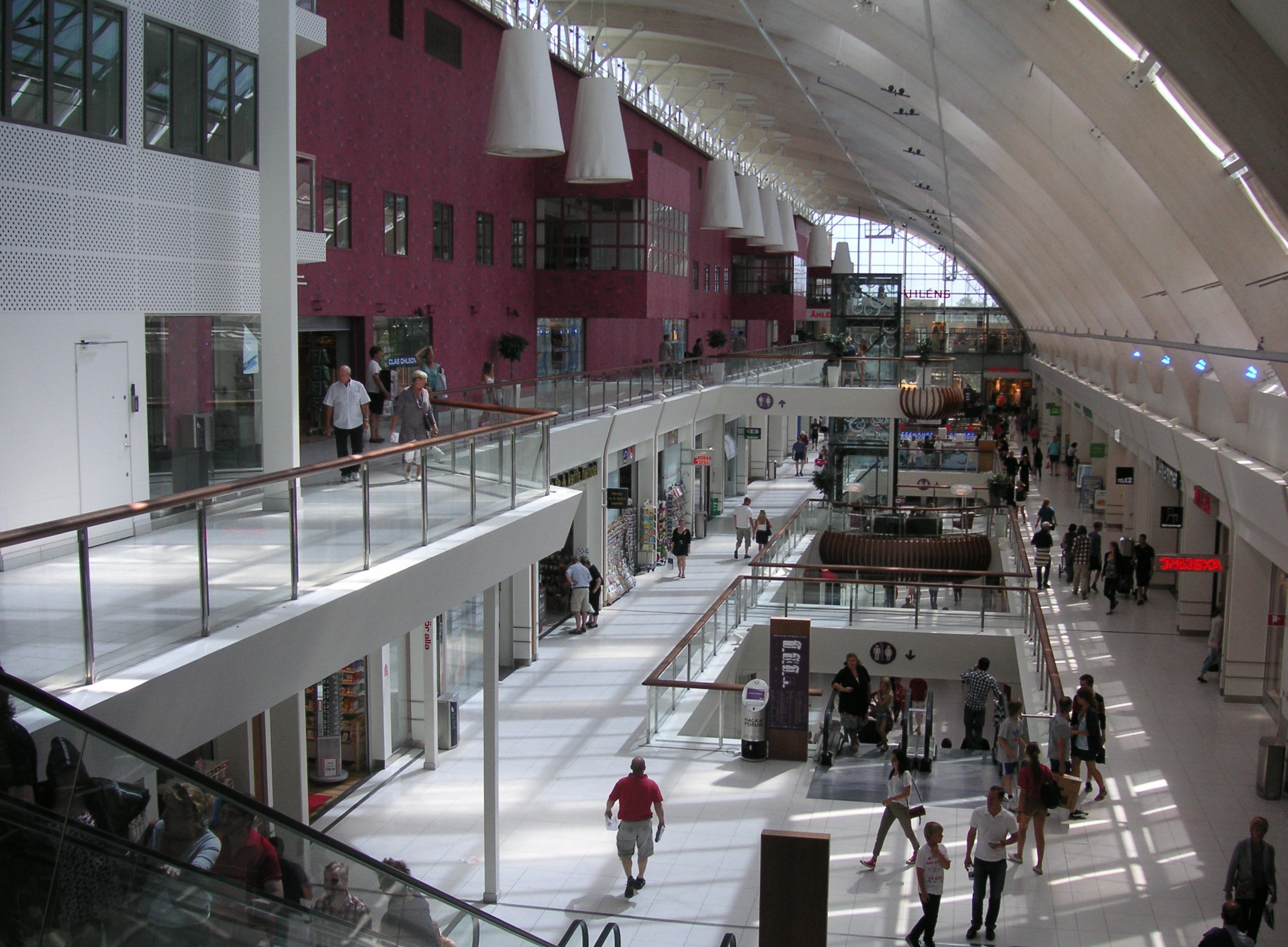
Interiör 2011.
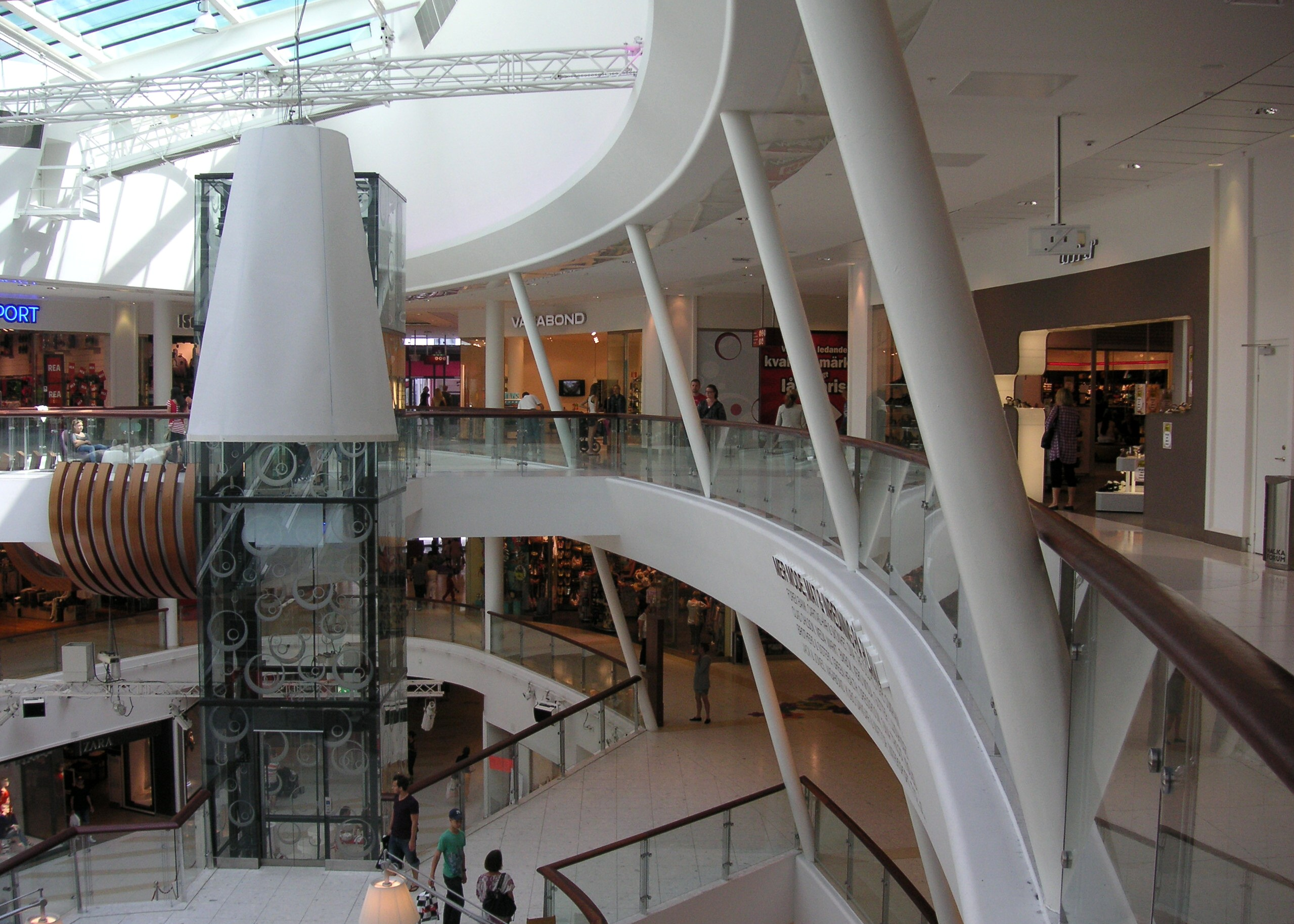
Interiör med hiss.
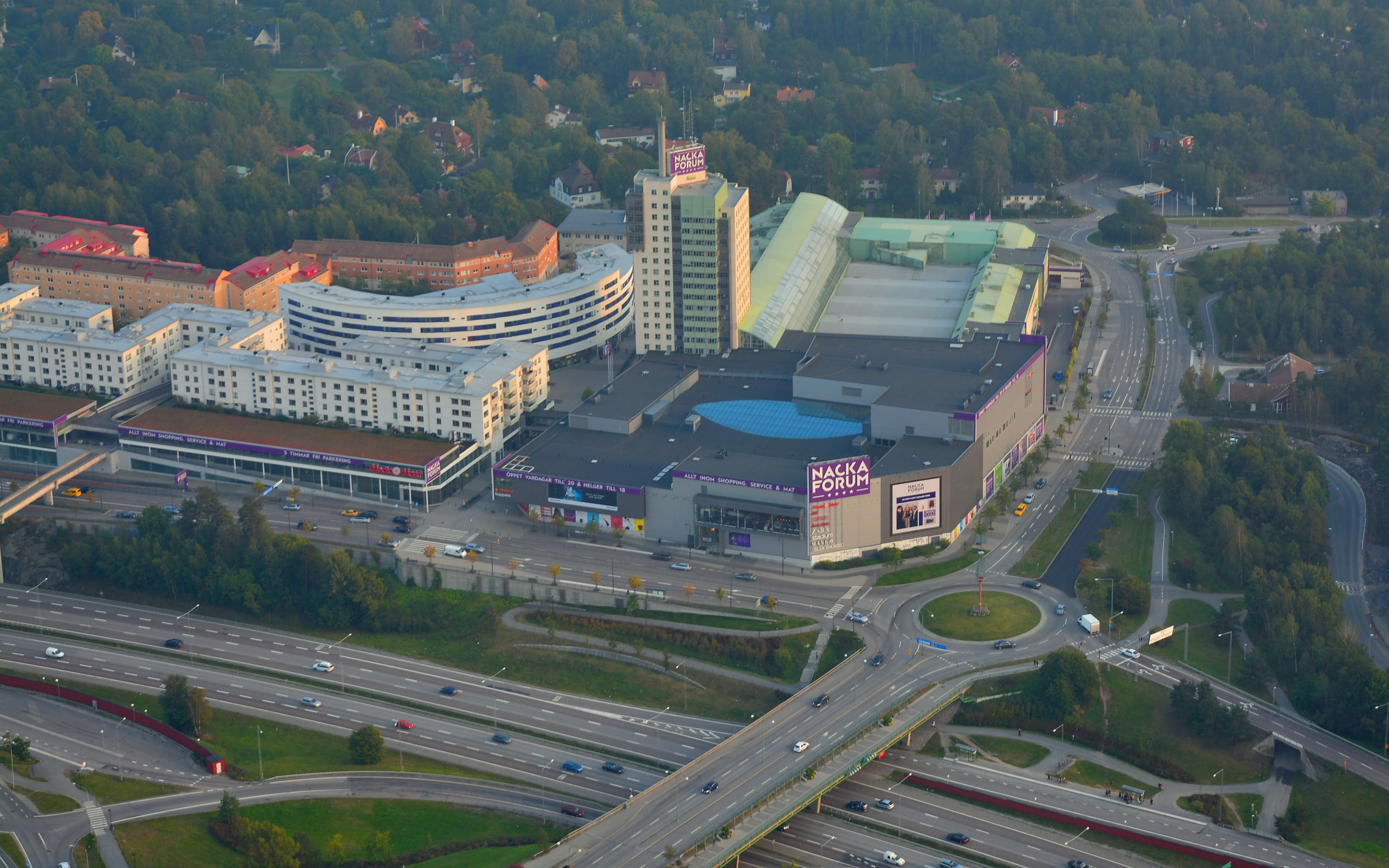
Flygfoto, september 2014.